# Швец, Наталья Ивановна
Наталья Ивановна Швец (род. 16 июля 1950, Полтава) — советский и украинский врач, доктор медицинских наук, профессор, Заслуженный врач Украины, заведующая кафедрой терапии Национальной медицинской академии последипломного образования им. П. Л. Шупика, действительный член Международной Академии Биоэнерготехнологий.

## Биография
Родилась 16 июля 1950 года в Полтаве. С 1957 по 1965 годы училась в средней школе, с 1965 по 1969 год училась в Полтавском медицинском училище. В 1975 году закончила Крымский государственный медицинский институт (лечебный факультет, специальность — лечебное дело), учителя — профессора Кубышкин В. Ф., Сюрин А. А., Селиванова К. Ф., Урбанюк К. А., Братчик А. М., Кузнецов М. С., Малая Л. Т., Шхвацабая И. К. Отличник учёбы, диплом с отличием, активное участие в студенческом кружке по терапии, выступления на студенческих конференциях. По окончании с 1975 по 1977 год училась в клинической ординатуре 4-го Главного управления Министерства здравоохранения СССР. С 1977 по 1980 год училась в аспирантуре на кафедре госпитальной терапии № 2 Крымского медицинского института. С 1980 по 1989 год — ассистент кафедры госпитальной терапии № 2, с 1989 по 1992 — доцент кафедры госпитальной терапии № 2 Крымского медицинского института. С 1992 по 1995 гг.— докторант кафедры терапии № 2 Киевского института усовершенствования врачей. С 1995 по 1996 — профессор кафедры терапии № 2, с 1996 по 1997 — исполняла обязанности заведующего кафедрой терапии № 2 Киевского института усовершенствования врачей. С 1997 года и до настоящего времени — заведующий кафедрой терапии Национальной медицинской академии последипломного образования им. П. Л. Шупика.

## Защита диссертационных работ
Диссертация на соискание ученой степени кандидата медицинских наук, 12.02.1981 г., «Состояние калликреин-кининовой системы у больных гипертонической болезнью, сочетающейся с ишемической болезнью сердца», 14.00.06 — кардиология, научный руководитель — д.мед.н., профессор Алексей Сюрин.
Диссертация на соискание ученой степени доктора медицинских наук, 26.04.1995 г. — «Особенности течения некоторых заболеваний внутренних органов в условиях повышенного поступления в организм тяжелых металлов и возможности медикаментозной коррекции», 14.01.02 — внутренние болезни, научный консультант — д. мед. н., профессор Евгений Андрущенко.

## Медицинская и научная деятельность
Научная деятельность-сфера научных интересов: терапия, кардиология, гастроэнтерология, эндокринология. Автор примерно 350 печатных научных работ, 10 учебных пособий, владелец 8 патентов. Дипломированный специалист Американской и Канадской ассоциации антиэйджинг медицины. Награждена Почетной грамотой Верховного Совета Украины, грамотами Министерства здравоохранения Украины, медалью «За працю і звитягу».

## Патенты
1. Декларационный патент на изобретение № 2000063427. Способ лечения язвенной болезни, ассоциированной с Helicobacter pylori / Кляритская И. Л., Швец Н. И., опубл. 12.06.2000, бюл. № 6.
2. Декларационный патент на изобретение № 36918 А. Способ лечения язвенной болезни, сопряженной с Helicobacter pylori / Швец Н. И., Тищенко В. В., Передерий В. В., Кляритская И. Л., опубл. 18.04.2001, бюл. № 3.
3. Декларационный патент на изобретение № 38252 А. Способ лечения язвенной болезни, ассоциированной с Helicobacter pylori / Кляритская И. Л., Швец Н. И., опубл. 15.05.2001, бюл. № 5.
4. Декларационный патент на изобретение № 39418 А. Способ лечения язвенной болезни, ассоциированной с Helicobacter pylori / Кляритская И. Л., Швец Н. И., опубл. 15.06.2001, бюл. № 5.
5. Декларационный патент Украины № 2001010686. Способ прогнозирования течения эссенциальной артериальной гипертензии / Швец Н. И., Федорова А. А., Коваль Н. М., опубл. 18.06.2001.
6. Патент Украины 41049, МПК (2009) А61В 5/00. Способ немедикаментозной терапии при лечении артериальной гипертензии у больных с проявлениями метаболического синдрома / Швец Н. И., Фогель О. А., опубл. 27.04.09, бюл. № 8.
7. Патент Украины 41054, МПК (2009) А61К 31/00 А61К 33/00. Способ коррекции нарушений липидного, углеводного и пуринового обменов у больных с метаболическим синдромом / Швец Н. И., Фогель О. А., Пастухова А. А., опубл. 27.04.09, бюл. № 8.
8. Патент № 94167 Украина, А61К 31/00 Способ усовершенствования лечения тиреотоксической кардиомиопатии / Н. И. Швец, И. Л Цымбалюк (RU); заявитель и патентообладатель Национальная медицинская академия последипломного образования имени П. Л. Шупика.- Заявка № u 2014v09272; заявл. 19.08.14; опубл. 10.04.15, бюл. № 7.

## Перечень ключевых публикаций
1. Передерий В. Г., Ткач С. М., Швец Н. И. Язвенная болезнь или пептическая язва? / Под ред. В. Г Передерия // Монография.- Киев, 1997. — 160 С.
2. Швец Н. И., Пидаев А. В., Бенца Т. М., Миронец В. И., Федорова А. А., Маланчук Т. А. Эталоны практических навыков по терапии // Учебно-методическое пособие.- К.: Главмеддрук.- 2005.- 540 с.
3. Швец Н. И., Пидаев А. В., Бенца Т. М., Федорова А. А., Миронец В. И. Неотложные состояния в клинике внутренней медицины // Учебное пособие.- Киев— — 2006.— 752 С.
4. Швец Н. И., Скрыпник И. Н., Бенца Т. М. Фармакотерапия заболеваний пищеварительной системы в практике терапевта // Учебное пособие.- Киев— — 2007. — 648 С.
5. Швец Н. И., Бенца Т. М., Федорова О. О. Фармакотерапия заболеваний сердечно-сосудистой системы в практике терапевта // Учебное пособие. — Киев— — 2008.— 1000 С.
6. Швец Н. И., Пидаев А. В., Бенца Т. М. Диагностика, лечение, иммунопрофилактика гриппа и других острых респираторных вирусных инфекций // Учебное пособие.- Киев— — 2009.— 224 с.
7. Сборник вопросов и тестовых заданий для аттестации врачей по специальности «Терапия» в 2-х частях (учебное пособие для слушателей предаттестационных циклов высшей, первой, второй категорий и врачей-интернов). Часть 1 для слушателей предаттестационных циклов высшей и первой категорий / Под общей редакцией кафедры терапии Национальной медицинской академии последипломного образования имени П. Л Шупика // Швец Н. И., Маланчук Т. А., Миронец В. И., Бенца Т. М. и др./ Киев: Изд-во ЧП Вышемирский В. С. — 2009. — 320 с.
8. Сборник вопросов и тестовых заданий для аттестации врачей по специальности «Терапия» в 2-х частях (учебное пособие для слушателей предаттестационных циклов высшей, первой, второй категорий и врачей-интернов). Часть 2 для слушателей предаттестационных циклов второй категории и врачей-интернов / Под общей редакцией кафедры терапии Национальной медицинской академии последипломного образования имени П. Л Шупика // Швец Н. И., Маланчук Т. А., Миронец В. И., Бенца Т. М. и др./ Киев: Изд-во ЧП Вышемирский В. С. — 2009. — 302 с.
9. Швец Н. И., Бенца Т. М., Пастухова А. А., Фогель О. А. Современные стратегические подходы к коррекции суммарного кардиоваскулярного риска у пациентов с эссенциальной артериальной гипертензией и сопутствующим сахарным диабетом 2 типа // Методическое пособие.- Киев, 2010.— 96 С.
10. Диагностика и стандарты лечения заболеваний органов дыхания в практике терапевта / Н. И. Швец, А. В Пидаев, А. А. Федорова, А. А. Пастухова: учеб. пособ.- Винница: ООО «Меркьюри-Подолье», 2011.— 632 С.
11. Современные методы обследования, техника врачебных манипуляций и их оценка в клинике внутренней медицины / Н. И. Швец, Т. М. Бенца, А. А. Пастухова: учеб. пособ.-Киев-Винница: ООО «Меркьюри-Подолье», 2014.— 400 С.
12. Швец Н. Ы., Кляритская И. Л., Крючкова Е. Н., Ицкова Е. А., Лудан В. В., Куница В. Н. Эпидемиологическое исследование Helicobacter pylori (НР) инфекции в Крыму //International Journal of immunorehabilitation. — 2000.- Vol. 2, N. 2. — р. 43.
13. Швец Н. И., Федорова А. А. Мониторирование артериального давления в оценке эффективности выбора комбинированной гипотензивной терапии // Врачебное дело.- 2001.- № 3 — с. 25-27.
14. Швец Н. И., Кляритская И. Л., Лудан В. В., Полищук Т. Ф., Польская Л. В Эффективность тройного режима на базе пантопразола в сочетании с нуклеинатом натрия при H. pylori ассоциированной язвенной болезни. // Intern. J. of Immunorehabilitation.- 2001.- Vol. 2, N.2- P. 43.
15. Швец Н. И., Федорова О. А., Коваль Н. Н. Мониторирование артериального давления в диагностике эссенциальной артериальной гипертензии // Украинский медицинский журнал.- 2001.- № 5/25.- С. 39-44.
16. Швец Н. И., Бенца Т. М. Метаболический синдром: методы ранней диагностики и лечения. // Лекарства Украины.- 2002.- № 9.- С. 11-14.
17. Швец Н. И., Бенца Т. М. Осложнения со стороны пищеварительного тракта, вызванные приемом нестероидных противовоспалительных препаратов. Часть 1. Эпидемиология, механизмы развития, оценка гастроинтестинального риска, значение Нelicobacter pylori // Украинский медицинский журнал.- 2002.- № 6 (32).- ХІ / ХІІ.- С. 46-51.
18. Швец Н. И., Бенца Т. М., Белла О. Синдром Бругада // сердце и сосуды.- 2003.- № 3.- С. 97-101.
19. Особенности церебральной гемодинамики у пациентов с тиреотоксикозом и артериальной гипертензией / И. Л. Цымбалюк, С. Г Мазур, Н. И. Швец, А. А. Пастухова, Л. Н. Янишевская // Кардиология в Беларуси. — 2015. — № 1 (38). — С. 82-87.
20. Cardiovascular Complications Secondary to Graves' Disease: A Prospective Study from Ukraine / I. Tsymbaliuk, D. Unukovych, N.Shvets, A. Dinets // PLoS One.- 2015. — Vol. 10 (3). — P. e012238. — Режим доступа: http://journals.plos.org/plosone/article?id=10.1371/journal.pone.0122388.